# 川島織物セルコン
株式会社川島織物セルコン（かわしまおりものセルコン、Kawashima Selkon Textiles Co., Ltd.）は、主に呉服商から室内装飾に始まり、今日ではインテリア商品や内装材などを製造する繊維会社。本社は京都市左京区。
また、織物文化館を併設しており、染織品をはじめ、精緻で優美な帯や美術工芸織物、さらに日本で最初に室内装飾織物を手掛けた史資料が数多く所蔵されており、織物文化の歴史を知ることができる。

## 経緯
前身は京都の名門インテリアメーカー「川島織物」と神戸のインテリアメーカー「セルコン」。旧・川島織物の創業は古く、1843年（天保14年）にまでさかのぼる。1910年（明治43年）から室内装飾の分野に進出しており、明治、昭和の宮殿の内装を手掛けるなどしている名門である。またニコライ2世が来日したおり皇家の紋章を贈られロマノフ王朝御用達になった。インテリア部門ではカーテンのシェアが高く、また繊維系床材、硬質系床材にも力を入れている。また、昔ながらの呉服や祭礼幕、和装の織機などを製造していることも特徴であり、祇園祭に使われる祭礼幕は同社の商品が多数使用されている。産業資材では自動車向けのカーシート表皮材で知られ、日本国内のシェアは約3割を占めている（自動車などのシート表皮材事業は2010年7月にトヨタ紡織・豊田通商グループとの合弁会社であるTBカワシマ株式会社へ継承）。
2006年4月1日、川島織物は神戸のインテリア企画製品会社「セルコン」と合併し、川島織物セルコンとなった。なお、もともと両社はカーテンに強みを持っていたが、合併によってカーテンの売上高は約150億円、シェアトップに躍り出ることになった
2011年8月1日、LIXIL等を傘下に持つ株式会社住生活グループ（現・LIXILグループ）の完全子会社となり、同社グループ入りした。のちに、2021年1月6日付で当社が実施したMBOにより、LIXILグループから独立した。

### 年表
- 1843年（天保14年） - 初代川島甚兵衞により創業。
- 1938年（昭和13年）5月 - 株式会社川島甚兵衞商店設立。
- 1939年（昭和14年）12月 - 株式会社川島織物所に社名変更。
- 1943年（昭和18年）5月 - 選匠綴織物有限会社を吸収合併。
- 1944年（昭和19年）1月 - 川島織物工業株式会社に社名変更。
- 1949年（昭和24年）7月 - 京都証券取引所に上場。
- 1957年（昭和32年）7月 - 株式会社川島織物に社名変更。
- 1962年（昭和37年）1月 - 大阪証券取引所第2部に上場。
- 1962年（昭和37年）3月 - 東京証券取引所第2部に上場。
- 1967年（昭和42年）4月 - 昭和天皇、香淳皇后が第18回全国植樹祭（岡山県）からの帰途、本社工場を視察[2]。
- 1973年（昭和48年）9月 - 東証・大証各1部に指定替え。
- 2006年（平成18年）4月 - 株式会社セルコン、株式会社川島織物販売と合併、現社名に変更。
- 2009年（平成21年）6月 - 大阪証券取引所上場廃止。
- 2010年（平成21年）7月 - 自動車・列車・航空機用内装材事業を分割によりTBカワシマ株式会社（当社・トヨタ紡織・豊田通商グループが出資する合弁会社）へ継承。
- 2010年（平成22年）12月 - 株式会社住生活グループ（現・LIXILグループ）に対して第三者割当増資を実施。
- 2011年（平成23年）8月 - 住生活グループの完全子会社となる。
- 2021年（令和3年）1月 - MBOによりLIXILグループから独立。

## 主な製品
- インテリア部門
  - カーテン
  - カーペット
  - 壁装材
  - 椅子張地
  - バーチカルブラインド

など
- 和装品（呉服、織機、祭礼幕など）

など